# Перевод Библии архимандрита Макария
Перево́д Би́блии архимандри́та Мака́рия — первичный перевод Ветхого Завета на русский язык, выполненный архимандритом Макарием (Глухарёвым) с древнееврейского языка (масоретский текст) на русский язык с ограниченным использованием церковнославянской лексики.

## История написания
В 1834 году Макарий прислал митрополиту Московскому Филарету письмо «О потребности для российской церкви переложения всей Библии с оригинальных текстов на современный русский язык», но митрополит Филарет не дал этому делу дальнейшего хода, так как высшая духовная администрация того времени относилась к нему враждебно. Но это не остановило Макария. В 1837 году он прислал в комиссию духовных училищ начало своего труда — перевод Книги Иова с письмом на имя государя, прося высочайшего повеления о рассмотрении перевода и издании его на суммы комиссии. В 1839 году Макарий прислал в ту же комиссию перевод Книги пророка Исаии с новым письмом на имя государя. В 1840 году, приобретя перевод Герасима Павского и исправив по нему собственный перевод книг Иова и Исаии, Макарий представил свой труд Священному синоду.
Настойчивые попытки Макария вызвать издание полной русской Библии, не соответствовавшие видам высшей духовной администрации того времени, привели лишь к тому, что на него наложена была молитвенная епитимия, его заставили в течение шести недель ежедневно служить литургию. Но перевод этот стал потребностью для его души, главной задачей его жизни. Постепенно перевёл он с еврейского языка на русский все ветхозаветные книги, частью на Алтае, в период руководства Алтайской духовной миссией (1830-1844), частью в Болховском Оптином монастыре (Орловской губернии), куда назначен был настоятелем в 1843 году и где умер в 1847-м.

## Особенности перевода
Перевод основан на более раннем переводе Г. П. Павского с некоторыми исправлениями, сделанными Макарием, как верными, так и неудачными.
Текст, опубликованный первоначально в журнале «Православное обозрение», схож с Синодальным переводом (который появился позже) как по обилию церковнославянизмов, так и по употреблению в большинстве случаев слова «Господь» вместо тетраграмматона по использованию в остальных случаях огласовки тетраграмматона, как Иегова (вместо Яхве и Адонай); однако личные имена приведены в соответствии с еврейской (а не славянской) транскрипцией. Текст, в отличие от большинства переводов, не содержит вставок и исправлений из Септуагинты и других греческих текстов Библии, так как архимандрит Макарий заявил принципиальную позицию о том, что европейские переводы и комментарии могут быть лишь ориентирами в работе.

## Значение перевода
Архимандрит Макарий (Глухарёв) и священник Герасим Павский были уважаемыми пастырями Православной российской церкви, а также знатоками языков. Когда в начале позапрошлого века они приступили к своей работе, на русском языке ещё не было полного перевода всей Библии.
Имелась Библия только на церковнославянском языке, который был уже мало понятен носителям современного русского. К середине XIX века церковнославянский язык вышел из общего употребления и использовался в основном священниками во время религиозных служб в церквях и занятий грамотой в церковно-приходских школах. Похожее положение существовало в Европе, когда долгое время после того, как латинский язык устарел и стал «мёртвым» языком, Католическая церковь старалась сохранить Библию только на этом языке.
Макарий и Павский старались сделать Библию доступной для простого народа.

## Опубликование перевода
Первоначально перевод Макария был опубликован в номерах журнала «Православное обозрение» за 1860—1867 годы и, одновременно, издавался отдельными выпусками — «Пятикнижие Моисея», «Учительные книги». О других дореволюционных изданиях неизвестно.
В 1996 году свидетели Иеговы напечатали в Италии приблизительно 300 000 экземпляров Библии под названием «Священное Писание», чтобы распространить этот перевод в РФ и во многих других странах, где говорят на русском языке. Помимо переведённых Макарием книг Танаха, в данное издание Библии вошёл перевод Псалмов, выполненный Г. П. Павским, и Новый завет в Синодальном издании. Согласно утверждению доцента Санкт-Петербургской Православной Духовной Академии Б. А. Тихомирова, в издании свидетелей Иеговы перевод книг Левит, Числа, Второзаконие, Иисуса Навина и Руфь дан не по переводу Макария, а по изданию восьмикнижия РБО, сделанному в 1820-х годах (при этом Тихомиров отмечает «очевидную близость» перевода Макария с восьмикнижием РБО, переводчиком которого преимущественно был тот же Г. П. Павский).
В 2001 году вышло «Пятикнижие Моисея в переводе архим. Макария» — репринтное воспроизведение публикации в журнале «Православное обозрение».